# Stemonosudis bullisi
Stemonosudis bullisi är en fiskart som beskrevs av Rofen, 1963. Stemonosudis bullisi ingår i släktet Stemonosudis och familjen laxtobisfiskar. IUCN kategoriserar arten globalt som otillräckligt studerad. Inga underarter finns listade i Catalogue of Life.